# The Future of Spacetime
The Future of Spacetime är en populärvetenskaplig bok av fysikerna Stephen Hawking, Kip Thorne, Igor Novikov, Timothy Ferris och Alan Lightman, utgiven 2002. Boken innehåller en introduktion av Richard H. Price som handlar om rumtid. Ämnen som svarta hål, "gravity holes", och tidsresande behandlas i boken.